# Уолкинстаун
Уолкинстаун (англ. Walkinstown; ирл. Baile Bhailcín) — городской район Дублина в Ирландии, находится в административном графстве Дублин (провинция Ленстер). Население — 5910 человек (по переписи 2006 года).